# Thomisus cavaleriei
Thomisus cavaleriei es una especie de araña cangrejo del género Thomisus, familia Thomisidae. Fue descrita científicamente por Schenkel en 1963.

## Distribución
Esta especie se encuentra en China.